# Palácio Rio Branco (Ribeirão Preto)
O Palácio Rio Branco é a construção onde se localizou a sede da prefeitura de Ribeirão Preto. Foi inaugurado em 26 de maio de 1917 e passou por uma reforma em 1992. Localiza-se na Praça Barão do Rio Branco. Atualmente abriga a Secretaria Municipal de Cultura e Turismo do município.

## História
Originalmente chamado de Paço Municipal, o Palácio Rio Branco foi encomendado pelo prefeito da cidade, Joaquim Macedo Bitencourt. Com a pedra fundamental lançada em 3 de agosto de 1915, o prédio viria a ser inaugurado dia 26 de maio de 1917 com um custo de Rs 174:801$800. Em 1992, o prédio passou por uma reforma em que todo o madeiramento foi trocado, além do encanamento e a rede elétrica serem modernizados.